# Neozygites acaridis
Neozygites acaridis är en svampart som först beskrevs av Petch, och fick sitt nu gällande namn av Milner 1986. Neozygites acaridis ingår i släktet Neozygites och familjen Neozygitaceae.   Inga underarter finns listade i Catalogue of Life.